# Słodka Charity (film)
Słodka Charity (ang. Sweet Charity) – amerykański musical filmowy z 1969 roku w reżyserii Boba Fosse. Obraz zrealizowano na podstawie sztuki Neila Simona pod tym samym tytułem, która w 1966 roku została wystawiona jako musical na Broadwayu z piosenkami autorstwa Cy Colemana (muzyka) i Dorothy Fields oraz na podstawie scenariusza włoskiego filmu Noce Cabirii (1957) Federico Felliniego. Zdjęcia kręcono w Nowym Jorku.

## Obsada
- Shirley MacLaine – Charity Hope Valentine
- John McMartin – Oscar Lindquist
- Chita Rivera – Nickie
- Paula Kelly – Helene
- Stubby Kaye – Herman
- Barbara Bouchet – Ursula
- Ricardo Montalbán – Vittorio Vidal
- Sammy Davis Jr. – Big Daddy Brubeck

## Fabuła
Charity jest młodą i naiwną fordancerką, która jest wykorzystywana przez mężczyzn. Wierzy im łatwo i łatwo im ulega. Jednym z nich jest znany aktor Vittorio Vidal. Sytuacja wydaje się niezmienna, aż do momentu, kiedy poznaje Oscara – agenta ubezpieczeniowego.

## Nagrody i nominacje
Oscary za rok 1969
- Najlepsza scenografia i dekoracje wnętrz – Alexander Golitzen, George C. Webb, Jack D. Moore (nominacja)
- Najlepsze kostiumy – Edith Head (nominacja)
- Najlepsza muzyka w musicalu (oryginalna lub adaptowana) – Cy Coleman (nominacja)

Złote Globy 1969
- Najlepsza aktorka w komedii/musicalu – Shirley MacLaine (nominacja)